# Хорват, Франчиск
Франчиск Хорват (рум. Francisc Horvath, род. 19 октября 1928) — румынский борец греко-римского стиля, призёр Олимпийских игр.

## Биография
Родился в Лугоже. Борьбой занялся в Бухаресте, после Второй мировой войны тренировался в клубе «Динамо Бухарест». В 1951 году завоевал бронзовую медаль чемпионата мира среди юниоров. В 1952 году принял участие в Олимпийских играх в Хельсинки, но там стал лишь 12-м. В 1953 году опять принял участие в чемпионате мира среди юниоров, где опять завоевал бронзовую медаль.
В 1955 году Франчиск Хорват принял участие в чемпионате мира среди взрослых, где стал 6-м. В 1956 году на Олимпийских играх в Мельбурне он стал обладателем бронзовой медали.